# دهستان کوهنانی
دهستان کوهنانی یکی از دهستانهای شهرستان کوهدشت در استان لرستان است. این دهستان در بخش کوهنانی این شهرستان قرار گرفته است.
بر اساس سرشماری سال ۱۳۹۵ جمعیت آن ۶۶۶۵ نفر (در ۱۸۲۷ خانوار) بوده‌است.